# Indica
Indica es un grupo de rock finlandés formado en el año 2002. Jani Jalonen de Sony Music se interesó en la banda y firmaron un contrato en el año 2003.
El primer álbum de Indica Ikuinen virta lanzado en 2004 vendió platino en Finlandia.
En el 2008, actuó como banda de soporte en el Tour por Escandinavia del grupo finlandés Nightwish .

## Historia
Este grupo de chicas de Finlandia fue fundado en 2001 por las compañeras de clase Jonsu (voz, violín, guitarra, teclados, theremin) y Heini (bajo), que habían tocado juntas en la orquesta para niños. Su formación se completó con la incorporación de Sirkku (teclados, clarinete, piano), Jenny (guitarra) y Laura (batería, percusión).
El éxito se les presentó con bastante rapidez: en 2003, firmaron su primer contrato discográfico y empezaron a trabajar en su álbum debut, "Ikuinen Virta", que pasó 30 semanas en las listas finlandesas y alcanzó ventas de platino. Como ir de cero a 60 en tres segundos, han triunfado en su país con su mezcla de contemporáneo pop, rock, instrumentos exóticos, la melancolía finlandesa y la letra mística, inspirados en la naturaleza. La prensa inmediatamente acuñó una descripción clara: pop romántico y místico.
La banda ha lanzado desde entonces tres álbumes más en Finlandia, dos de los cuales fueron de oro, permaneciendo en las listas de éxitos durante semanas. El último de los tres, "Valoissa" (2008), fue producido por el compositor de Nightwish Holopainen, quien también produjo nuevo álbum de la banda "A Way Away" (2010). Las grabaciones fueron coproducidas por Roland Spremberg y mezclado por Mark Schettler (Simply Red, Bullet for my Valentine, por mencionar solo algunos). Es su primer álbum en inglés para el mercado internacional además de su primer trabajo con la compañía discográfica Nuclear Blast. Fue precisamente este cambio de compañía discográfica la que le dio al grupo un estilo mucho más metal, al que incorporaron coros y orquesta, propios del subgénero sinfónico. "Tenía mariposas en el estómago la primera vez que canté la letra Inglés", recuerda Jonsu y los oyentes y cuando escuchan "A Way Away", un álbum lleno de sonidos exuberantes y ricas emoción. "Junto a la naturaleza, bandas sonoras de películas tienen la mayor influencia sobre mí", dice el compositor.

### A Way Away (2010)
El trabajo en su quinto álbum 'A Way Away' finalizó en junio de 2010. Se trata de su primer CD en inglés formado por reinterpretaciones de algunas de las composiciones publicadas anteriormente como Valoissa (In Passing), Pidä Kädestä (Precious Dark) o Ikuinen Virta (Scissor, Paper, Rock) entre otras.
El 6 de diciembre de 2013 se publicó "A Definite Maybe", el primer sencillo de su nuevo álbum "Shine" que verá la luz el 24 de enero de 2014. Este sencillo apunta hacia un pop luminoso, en un estilo diferente al que habían practicado hasta ahora.

## Miembros
- Johanna "Jonsu" Salomaa - voz, violín, guitarras, teclados
- Heini Saisa - bajo, coros
- Sirkku Karvonen, teclados, clarinete, coros
- Laura Häkkänen - batería

### Anteriores miembros
- Jenny Julia - guitarras, coros[1]

## Discografía

### Álbumes
- Ikuinen virta (El poder eterno) (2004)
- Tuuliset tienoot  (2005)
- Kadonnut puutarha (Los Jardines Perdidos) (2007)
- Valoissa (Luces) (2008)
- A Way Away (Un Modo Lejano)  (2010)
- Shine (Brillo) (2014)
- Akvaario (Aquario) (2014)

### Compilaciones
- Pahinta tänään  (2009)

### Sencillos
- "Scarlett" (26 de marzo de 2004)
- "Ikuinen virta" (5 de agosto de 2004)
- "Vettä vasten" (23 de marzo de 2005)
- "Ihmisen lento" – Promo (2005)
- "Vuorien taa" + "Nuorallatanssija" (19 de octubre de 2005)
- "Pidä kädestä" – Promo (2005)
- "Niin tuleni teen" – Promo (2005)
- "Linnansa vanki" – Promo (2007)
- "Noita" – Promo (2007)
- "Ulkona" – Promo (2007)
- "Pahinta tänään" – Promo (8 de mayo de 2008), Internet sencillo (12 de mayo de 2008)
- "Valoissa" (August 2008)
- "10 h myöhässä" (14 de noviembre de 2008)
- "Valokeilojen vampyyri" (Autumn 2009)
- "In Passing" (4 de junio de 2010)
- "Precious Dark" (10 de septiembre de 2010)

"A Definite Maybe" (6 de diciembre de 2013)

### Videos musicales
- "Scarlett" (2004), directed by Kusti Manninen
- "Ikuinen virta" (2005), directed by Kusti Manninen
- "Vuorien taa" (2006), directed by Marko Mäkilaakso
- "Pidä kädestä" (2006), directed by Marko Mäkilaakso
- "Linnansa vanki" (2007), directed by Jesse Hietanen
- "Pahinta tänään" (Spring 2008), directed by Jesse Hietanen
- "Valoissa" (Autumn 2008)
- "10 h myöhässä" (Christmas 2008)
- "Valokeilojen vampyyri" (Autumn 2009)
- "Straight and Arrow" (Winter 2009)
- "In Passing" (March 2010)
- "Islands of Light" (June 2010)
- "Precious Dark" (August 2010)

### Colaboraciones
- "Erämaan viimeinen" (Last of the Wilds) (Nightwish)
- "Sydänten tiellä" (Jonsu & Jukka Poika)

### Desintegración
En el 2016 la  banda se desintegra por problemas económicos con la compañía discográfica, de manera que Jonsu (vocalista) decide empezar una carrera como solista. 